# John Deely

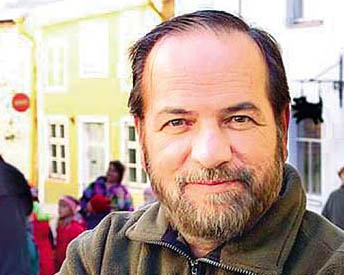
John Deely (2005)

John Deely, né le 26 avril 1942 à Chicago et mort le 7 janvier 2017 à Greensburg (Pennsylvanie), est un philosophe et sémioticien américain.

## Biographie
Il était titulaire de la chaire sémiotique au Saint Vincent College (en) de Latrobe, en Pennsylvanie. Avant cela, il a occupé la chaire de troisième cycle à l'Université St. Thomas, au Texas. Il a enseigné temporairement à l'Université de Tartu.
Ses études portent sur le rôle de la sémiosis dans la médiation des objets. Il a spécifiquement étudié la manière dont l'expérience elle-même est une structure dynamique (ou toile) tissée de relations triadiques (signes au sens strict) dont les éléments ou termes (représentation, signification et interprétation). Il était directeur exécutif de la Société sémiotique d'Amérique en 2006-2007.